# 王維英
王維英（16世紀—17世紀），字子才，陝西西安府華州人，明朝軍事人物。

## 生平
王維英年輕時曾入讀府學，但考試不第故轉投武科，在萬曆二十二年（1594年）中武解元，次年（1595年）聯捷武進士第十二名，二十四年（1596年）擔任寧越衛守備。當時四周少數民族經常叛變，他恩威並重令軍民畏威懷德，巡按的薦書中有「雄姿偉略，堪懸肘後之金」的句子。二十七年（1599年）土司楊應龍在播州叛亂，巡撫李化龍命令他前往征討，很快戰勝，擢官雲南操捕都司僉書。
後來王維英獲都御史陳某、御史劉某交薦，二十九年（1601年）朱常洛獲冊立為太子時特恩封贈祖上三代為昭勇將軍，晉秩陝西掌印都司，在當地保衛官民、鞏固城池，御史黃某薦疏稱他「胸藏甲兵，慮周桑土。」三十四年（1606年）推陞蘭州參將，到三十六年（1608年）改任永泰城參將，盡心修繕，總督徐某特薦中有「荷插不辭胼胝，揮戈欲靖中原，草創功高先登，色壯後三院。」之言，敘城工疏又說：「刊木伐林，拮据功高萬雉，董工督匠綜理竭千辛，屹如長城居然名將。」竣工後突然忽中風痺，回鄉後去世。

## 引用
1. 1 2  《續華州志·卷三·人物列傳》：明蘭州參將王公 公諱維英，字子才，少列郡庠，以不第投筆試武，萬歷甲午中武元，乙未登進士。丙申守備四川寧越衛，時諸蠻叛服無常，蒞其地者皆不能善厥職，公肅之以威、撫之以恩，所在軍民畏威懷德，有直指使使王公薦云：「雄姿偉略，堪懸肘後之金」；後二年土官楊應龍告變播州，都御史李公知公有將略，檄往征之，未幾獻馘擢秩雲南操捕都司僉書，都御史陳公、御史劉公交薦之。遇光宗皇帝冊立，特恩勑封三代贈昭勇將軍，晉秩陝西掌印都司，保衛官民、鞏固城守，御史黃公特薦謂「胸藏甲兵，慮周桑土。」丙午推陞蘭州參將，上命創修永泰城，公多方營度，竭盡心力，有制臺徐公特薦謂「荷插不辭胼胝，揮戈欲靖中原，草創功高先登，色壯後三院。」敘城工疏曰：「刊木伐林，拮据功高萬雉，董工督匠綜理竭千辛，屹如長城居然名將。」厥工告竣，忽中風痺旋里，卒於家。
2. ↑  《三續華州志·卷十一·選舉志》：補科貢遺……明……王維英 萬厯乙未十二名進士，官雲南都司，封昭勇將軍
3. ↑  《明神宗顯皇帝實錄·卷四百四十五》：（萬曆三十六年四月）庚辰改蘭州參將王維英于永泰城，景古城守備吳光先于蘭州塩塲堡。